# Bengt-Erik Grahn
Bengt-Erik Grahn est un skieur alpin suédois né le 30 avril 1941 à Vilhelmina et mort le 21 novembre 2019 à Lidingö. Il était spécialiste du slalom.

## Biographie
Bengt-Erik Grahn participe aux Jeux olympiques de 1960 à Squaw Valley, où il chute lors du slalom[réf. nécessaire]. Quatre ans plus tard, il lors de l'édition de 1964 à Innsbruck, il participe à trois épreuves, terminant 31e de la descente et est disqualifié lors du slalom géant et du slalom.
Il termine 26e du slalom géant des Championnats du monde de Portillo disputés en août 1966. Lors de l'épreuve du slalom, il occupe la tête au terme de la première manche, avec 1,71 seconde d'avance sur le Français Guy Périllat. Une erreur peu avant la ligne d'arrivée lui vaut d'être disqualifié. L'année suivante, en janvier, il termine troisième du slalom de Wengen. Lors de la saison suivante, remporte en décembre le slalom de Val d'Isère, épreuve qu'il remporte de nouveau l'année suivante. Le même week-end sur le même site, il remporte le combiné. Le 22 janvier 1967, il termine deuxième du slalom de Kitzbühel.
Il est présent lors des Jeux olympiques de 1968 à Grenoble. Il termine 29e du slalom géant et abandonne dans la deuxièm manche du slalom après avoir terminé à la quatrième place de la première manche.
Entre 1961 et 1971, il est devenu champion de Suède à sept reprises.

## Palmarès

### Jeux olympiques d'hiver
| Épreuve / Édition | Innsbruck 1964 | Grenoble 1968 |
| Descente          | 31e            | -             |
| Slalom géant      | Abandon        | 39e           |
| Slalom            | Abandon        | Abandon       |

### Coupe du monde
Bengt-Erik Grahn a obtenu un podium en Coupe du monde, en 1967, lors du slalom de Kitzbühel.
- Meilleur classement au général : 20e en 1967